# Tranvia di Volčansk
La tranvia di Volčansk è la tranvia che serve la città russa di Volčansk.